# Anton Cepka
Anton Cepka (17. ledna 1936 Hlohovec, Československo – 26. prosince 2022 Svätý Jur, Slovensko) patřil k zakladatelským osobnostem moderního šperku a je nejvýznamnějším profesionálně školeným šperkařem 20. století na Slovensku. Roku 1990 se stal prvním předsedou Združenia šperkárov Aura a založil Ateliér šperku na VŠVU v Bratislave.

## Život
Anton Cepka se narodil 17. ledna 1936 v Šulekove nedaleko Hlohovce. V Bratislavě absolvoval v letech 1952–1957 obor řezbářství na Strednej škole umeleckého priemyslu u Antona Drexlera a Ludwika Korkoša. Ve studiu pokračoval na Vysoké škole uměleckoprůmyslovév Praze ve speciálním ateliéru pro zpracování kovů pod vedením Jana Nušla a Aleny Novákové kde absolvoval roku 1963. Jeho kolekce stříbrných šperků, kterou odevzdal jako diplomovou práci, získala roku 1964 Zlatou medaili a Bavorskou státní cenu na Mezinárodním veletrhu uměleckého řemesla v Mnichově. Ocenění mu otevřelo cestu do světa a v následujících letech se stal nejčastěji uváděným československým šperkařem v zahraničí.
Roku 1967 obdržel cenu a čestné uznání na Světové výstavě v Montrealu. Roku 1968 se zúčastnil I. Mezinárodního symposia stříbrného šperku v Jablonci nad Nisou, kde měl možnost navázat osobní kontakty s tehdejší světovou špičkou v oboru šperkařství. Na Mezinárodních výstavách šperků a bižuterie v Jablonci nad Nisou získal roku 1977 Zlatou medaili a roku 1980 Stříbrnou medaili. Jeho přínos pro světové šperkařství byl uznán společností zlatníků v Hanau udělením ceny Čestný prsten roku 1990.
Roku 1990 založil Ateliér šperku (později ateliér S+M+L_XL Kov a šperk) na Vysokej škole výtvarných umení (VŠVU) v Bratislave, který vedl do roku 1995 (od roku 1993 jako docent). Roku 1999 obdržel Čestnou medaili a roku 2001 mu byl udělen titul Doktor honoris causa.
Roku 2015 měl jako vůbec první zástupce východní Evropy autorskou výstavu šperků v Pinakotek der Moderne v Mnichově. Slovenská národná galéria mu uspořádala autorskou výstavu k 60. narozeninám roku 1996 a k 80. narozeninám v roce 2016.
Anton Cepka žil a tvořil v Svätom Jure u Bratislavy.

## Dílo
Cepkovy první šperky ovlivněné strukturalismem byly tvarově bohaté a složité struktury vytvořené letováním. Roku 1970 se stal členem Klubu konkrétistů a přiklonil se ke konstrukcím z elementárních geometrických prvků. Prolnutím několika geometrických plánů, barevným akcentem nebo zasazením prvku z plastu, skla nebo kamene dosáhl plastického účinku. Jeho šperky ze stříbrného plechu jsou tvarovány průbojníky a jehlami nebo vyřezávány lupenkovou pilkou do formy jemných sítí. Nejčastěji tvoří brože a přívěsky ze stříbra, barevných polodrahokamů, optického a akrylátového skla.
Později se kromě šperku věnoval i kinetickým objektům a monumentální plastice. Jeho první exteriérovou realizací byl kinetický objekt pro košické sídliště z roku 1966. Cepka spatřoval v konstruktivismu smysl pro preciznost, jasnou formu a matematicky propočítané proporce. Jeho šperky i rozměrné plastiky jsou odrazem civilizačních projevů a připomínají uměle zkonstruované ptáky, hmyz nebo letadla a kosmické lodě. V kinetických objektech jsou strohé konstrukce oživeny systémem ráhen a vahadel, který jim dodává lehkost, hravost a vtip.
Cepka realizoval od roku 1966 celkem 13 abstraktních soch a kinetických objektů v řadě slovenských měst a jeho reliéfní plastiky zdobily kolem 20 svatebních síní. Z původních děl se po roku 1989 zachoval jen zlomek.

### Výstavy (výběr)

#### Autorské
- 1971 Anton Cepka, Galéria Cypriána Majerníka, Bratislava
- 1978 Anton Cepka: Šperk – Tvorba z rokov 1963–1978, Slovenská národná galéria, Bratislava
- 1989 Manželé Cepkovi: Šperky a emaily, Galerie výtvarného umění Hodonín
- 1996 Anton Cepka: Šperky a objekty, Slovenská národná galéria, Bratislava
- 2003 Anton Cepka: Retrospektíva, Tatranská galéria, Poprad
- 2015 Anton Cepka, Pinakotek der Moderne, Mnichov
- 2016 Anton Cepka: Kinetický šperk, Esterházyho palác, Bratislava

#### Kolektivní (výběr)
- 1966 Výstava mladých, Dům pánů z Kunštátu, Brno
- 1968 Stříbrný šperk 1968: Výstava výsledků I. mezinárodní symposium Jablonec nad Nisou, Galerie Václava Špály, Praha, Muzeum skla a bižuterie v Jablonci nad Nisou
- 1968 Kov a šperk, Galerie na Betlémském náměstí, Praha
- 1968 Club der Konkretisten Prag, Haus der guten Form, Stuttgart
- 1968 Bilanz 68, Arbeitsgemeinschaft des deutschen Kunsthandwerkes, Kolín nad Rýnem
- 1969 Junge Künstler aus der ČSSR, Haus am Kleistpark, Berlín
- 1969 Z přírůstků užitého umění 20. století, Moravská galerie v Brně
- 1969/1970 Klub konkretistů a hosté domácí i zahraniční, Galerie umění Karlovy Vary, Bratislava, Brno
- 1973 Bijuterii moderne din R.S. Cehoslovacă, Sala Ateneului Român (Ateneul Român), Bucureşti
- 1975/1976 Súčasný slovenský šperk, Hrad Červený Kameň, Častá
- 1977 Arte Checoslovaco – Vidrio, cerámica, joyas y tapices, Sala Cairasco, Las Palmas, Canary Island
- 1978 Soudobý československý šperk, Muzeum skla a bižuterie v Jablonci nad Nisou
- 1980 Die Kunst Osteuropas im 20. Jahrhundert, Garmisch-Partenkirchen
- 1980 Užité umění 70/80. Sklo, kov, textil, nábytek, keramika., Moravská galerie v Brně
- 1983 Monumentálna tvorba na Slovensku, Dom kultúry, Bratislava
- 1983 Súčasný československý umelecký šperk, Galéria Miloša Alexandra Bazovského v Trenčíne
- 1986 Prírastky užitkového umenia a designu v rokoch 1975–1985, Slovenská národná galéria, Bratislava
- 1987 Súčasné slovenské umelecké sklo a šperk, Slovenská národná galéria, Bratislava
- 1987 Ústředí uměleckých řemesel Praha, Galerie Jaroslava Fragnera, Praha
- 1988 Ústredia umeleckých remesiel Bratislava, Slovenská národná galéria, Bratislava
- 1993 Kov – šperk 1993, Dům umění města Brna, Brno (Brno-město)
- 1995 Šesťdesiate roky v slovenskom výtvarnom umení, Slovenská národná galéria, Bratislava
- 1996 Užité umění 60. let, Uměleckoprůmyslové muzeum, Brno
- 1997/2001 Klub konkrétistů, Oblastní galerie Vysočiny v Jihlavě, Muzeum umění Olomouc, Dům umění, Zlín, Galerie výtvarného umění v Ostravě, Oblastní galerie Liberec, Vila manželů Kotrbových, Klenová, Alšova jihočeská galerie v Hluboké nad Vltavou, Slovenská národná galéria, Bratislava, Galéria Z, Bratislava
- 2002 Carbunculus, Granatus, Zrnakoč, Sedmnáct století českého granátu, Lobkovický palác na Pražském hradě, Praha
- 2002/2003 Slovenské vizuálne umenie 1970–1985, Esterházyho palác, Bratislava (Bratislava)
- 2008 111 diel zo zbierok/ works od art from collection, Slovenská národná galéria, Bratislava (Bratislava)
- 2008 60 rokov otvorené, Esterházyho palác, Bratislava (Bratislava)
- 2008/2009 České a slovenské výtvarné umenie šesťdesiatych rokov 20. storočia / České a slovenské umění 60. let 20. století, Galéria Miloša Alexandra Bazovského v Trenčíne, Liptovský Mikuláš, Zlín, Dům umění, Ostrava
- 2018 Jablonec ’68, Die Neue Sammlung: The International Design Museum Munich (Staatliches Museum für angewandte Kunst), Mnichov, Der Ost-West-Schmuckgipfel, Bröhan-Museum, Berlín
- 2018 Česko-slovenská / Slovensko-česká výstava, Bratislavský hrad, Národní muzeum, Praha
- 2020/2021 Schmuck Wander Vol. 5, Uměleckoprůmyslové museum, Praha

### Monografie
- Anton Cepka: Šperk, text Agneša Osmitzová, Slovenská národná galéria 1978
- Anton Cepka: Jewelry and objects, monografie 232 s., nakl. Virvar, 2013, ISBN 9783897904385

### Katalogy
- Věra Vokáčová, Stříbrný šperk 1968: Výstava výsledků I. mezinárodního symposia v Jablonci n. N., 48 s., 1968
- Věra Vokáčová, Kov a šperk, 1968
- Karel Hetteš, Bilanz 68, Arbeitsgemeinschaft des deutschen Kunsthandwerkes, Kolín nad Rýnem 1968
- Arsén Pohribný, Lara Vinca Masini, Klub konkretistů, 48 s., Galerie umění Karlovy Vary 1969
- Arsén Pohribný, Ľuba Belohradská, Lara Vinca Masini, Klub konkrétistov, 48 s., ZSVU, 1969
- Lubor Kára, Junge Künstler aus der ČSSR, Kunstamt Schöneberg von Berlin 1969
- Jiřina Medková, Z přírůstků užitého umění 20. století, Moravská galerie v Brně 1969
- Věra Vokáčová, Dagmar Hejdová, Bijuterii moderne din R.S. Cehoslovacă, Sala Ateneului Român, Bucureşti, 1973
- Užité umění 70/80, výstava přírůstků Uměleckoprůmyslového odboru Moravské galerie v Brně, 1980
- Ľudovít st. Petránsky a kol., Monumentálna tvorba na Slovensku, 140 s,, Tatran, Bratislava 1983
- Agáta Žáčková, Ágnes Schrammová, Prírastky užitkového umenia a designu v rokoch 1975–1985, Slovenská národná galéria, Bratislava 1986
- Alena Křížová, Kov – šperk 1993, 60 s., Dům umění města Brna 1993

- Angelika Nollert (ed.), Jablonec '68: Erstes Gipfeltreffen der Schmuckkünstler aus Ost und West / The First Summit of Jewelry Artists from east and West, 157 s., Arnoldsche 2018, ISBN 978-3-89790-519-1
- Marek Junek, Lenka Lubušká (eds.), Czech-Slovak Exhibition / Slovak-Czech Exhibition, 296 s., Slovenské národné múzeum, Národní muzeum 2018, ISBN 978-80-7036-574-8

### Souborné publikace
- Agneša Osmitzová, Súčasný slovenský šperk, 64 s., Slovenská národná galéria 1976
- Petr Spielmann, Die Kunst Osteuropas im 20. Jahrhundert in öffentlichen Sammlungen der Bundesrepublik Deutschland und Berlins (West), 260 s., Museum Bochum 1980, ISBN 3-8093-0062-4
- Věra Vokáčová, Marián Kvasnička, Súčasný československý umelecký šperk, Galéria Miloša Alexandra Bazovského v Trenčíne 1983
- Agáta Žáčková, Súčasné slovenské umelecké sklo a šperk, Tatran, Bratislava 1987
- Radislav Matuštík, Predtým: Prekročenie hraníc 1964–1971, 215 s., Považska galéria umenia v Žiline 1994, ISBN 80-88730-08-2
- Zora Rusinová (ed.), Šesťdesiate roky v slovenskom výtvarnom umení, 392 s., Slovenská národná galéria 1995, ISBN 80-85188-58-9
- Antonín Dufek a kol., Užité umění 60. let, 183 s., Moravská galerie v Brně 1996, ISBN 80-7027-053-5
- Jiří Valoch, Arsén Pohribný, Dagmar Jelínková, Klub konkrétistů, Nakladatelství KANT (Karel Kerlický) 1997, ISBN 80-901903-7-5
- Zora Rusinová (ed.), Dějiny slovenského výtvarného umenia: 20. storočie, 638 s., Slovenská národná galéria 2000, ISBN 80-8059-031-1
- Alena Křížová, Proměny českého šperku na konci 20. století, Academia, Praha 2002, ISBN 80-200-0920-5
- Jiří Valoch a kol., Slovenské vizuálne umenie 1970–1985, 240 s., Slovenská národná galéria 2002, ISBN 80-8059-073-7
- Jiří Olič a kol., České a slovenské výtvarné umenie šesťdesiatych rokov 20. storočia / České a slovenské umění šedesátých let 20. století, 157 s., Galéria Miloša Alexandra Bazovského v Trenčíne 2008, ISBN 978-80-85140-37-8
- Katarína Müllerová, Dušan Buran (eds.), 111 diel zo zbierok / works of art from collections: Slovenská národná galéria / Slovak National Gallery, 277 s., Slovart, Bratislava 2008, ISBN 978-80-8085-601-4
- Katarína Müllerová, Galéria Cypriána Majerníka 1957–2000, 2010, ISBN 978-80-970548-0-9
- Mišo Hudák, Danka Bodnárová (eds.), Atlas sôch: Povojnové umenie v uliciach mesta Košice, 284 s., Východné pobrežie 2015, ISBN 978-80-970451-6-6
- Iva Knobloch Janáková, Radim Vondráček, Design v českých zemích 1900–2000, 658 s., Uměleckoprůmyslové museum, Nakladatelství Academia, Středisko společných činností Akademie věd ČR, v. v. i., 2018, ISBN 978-80-200-2612-5 (Acad.), ISBN 978-80-7101-157-6 (UPM)